# Holger Christian Reiersen
Holger Christian Reiersen (14. september 1746–16. december 1811) var en dansk kancellideputeret, farfar til Christian Frederik Reiersen.
Reiersen var en søn af kommandørkaptajn Christian Reiersen (11. august 1710–17. maj 1764) og Catharine Christiane, født Jacobæus (28. maj 1723–26. september 1780).
Han blev 1771 kancellist i danske Kancelli, 1778 2. ekspeditionssekretær sammesteds, 1787 assessor i Kancellikollegiet, 1788 desuden 1. ekspeditionssekretær, 1790 deputeret i Kollegiet, udnævntes desuden ved dettes omorganisation 1799 til chef for dets 4. departement og blev 1. deputeret i begyndelsen af 1804, men afgik senere samme år.
Han havde 1774 fået titel af kancellisekretær, 1779 af kancelliråd, 1783 af justitsråd, 1793 af etatsråd og 1804 af konferensråd. Fra 1793 var han medlem af Det kongelige danske Selskab for Fædrelandets Historie.
Han ægtede 1786 Charlotte Christine Studsgaard (25. august 1763–18. august 1810), en datter af biskop Christian Beverlin Studsgaard og Charlotte, født Hoe.